# Velîkîi Rakoveț, Irșava
Velîkîi Rakoveț (în ucraineană Великий Раковець) este localitatea de reședință a comunei Velîkîi Rakoveț din raionul Irșava, regiunea Transcarpatia, Ucraina.

## Demografie
Componența lingvistică a localității Velîkîi Rakoveț
     Ucraineană (99,25%)
     Alte limbi (0,72%)
Conform recensământului din 2001, majoritatea populației localității Velîkîi Rakoveț era vorbitoare de ucraineană (99,25%), existând în minoritate și vorbitori de alte limbi.